# Жан-Філіпп Рамо
Жан-Філі́пп Рамо́ (фр. Jean-Philippe Rameau; 25 вересня 1683, Діжон — 12 вересня 1764, Париж) — французький оперний композитор пізнього бароко, нині знаніший як автор творів для клавесина та видатний музичний теоретик.

## Біографія
Про молоді роки життя композитора відомо дуже мало. Рамо було майже п'ятдесят, коли він взявся за оперну кар'єру, яка принесла йому гучну славу.
Батько Рамо грав на органі впродовж 42 років в багатьох церквах Діжону. Мати була дочкою нотаріуса. Сім'я мала 12 дітей, Жан-Філіпп був сьомою дитиною. Хлопець почав вчитися музики раніше, ніж писати та читати. Освіту здобув в єзуїтській колегії, але був поганим учнем і залишив школу.
У 18 років, вирішивши стати музикантом, вирушив до Італії, але не дістався далі Мілану. В наступні роки він був органістом у багатьох містах центральної Франції: Авіньйоні, Клермоні, Діжоні та Ліоні. Тоді вперше відвідав Париж. Схоже, столиця не вразила уяву провінційного органіста, хоча тут опублікував свою ранню книжку «Premier livre de pièces de clavecin» (1706), яка показала вплив на Рамо Луї Маршана, знаного на той час органіста, грою якого захоплювався молодий музикант.
1715 року повернувся до Клермонту і необдумано підписав контракт соборного органіста терміном на 29 років. Тут почав розробляти власну теорію музичної гармонії. Робота Рамо виявилася настільки плідною, що навіть у багатьох підручниках XX століття використовували основи його теорії. Опублікований 1722 року «Трактат Гармонії», справив на всіх велике враження і принесла Рамо славу. 1726 року видали не менш впливовий твір «Нова музична теорія». У 1724 і 1729 роках також опублікував багато творів для клавесина.
Почав створювати музику для театру, коли письменник Алексіс Пайрон запросив його писати музику для своїх популярних комічних п'єс.
1733 року опублікував свою першу важливу оперу — ліричну трагедію «Hippolyte et Aricie». Одразу після публікації цю оперу стали розглядати як найкращу оперу після смерті Люллі, яку створили у Франції. Але слухачі розділилися на дві групи — ті, хто підтримували оперу і ті, хто ні. Деякі, зокрема композитор Андре Кампра підкреслювали новизну та багатство винаходу; інші вважали ці гармонійні нововведення безладними та бачили в цьому наступ на музичні традиції Франції.
Противники його музичних теорій звинувачували Рамо у скупості, хоч це була радше ощадливість, пов'язана з малими і не завжди гарантованими прибутками. Відомо, що він допомагав своєму племінникові Жанові-Франсуа, коли той приїхав до Парижа. Сім'я проживала у різних містах Франції: Авіньйоні, можливо, Монпельє, Клермон-Феррані, Парижі, Діжоні, Ліоні, знову Клермон- Феррані і знову Парижі. Навіть у столиці, він часто змінював місце проживання: rue des Petits-Champs (1726), rue des Deux-Boules (1727), rue de Richelieu (1731), rue du Chantre (1732), rue des Bons-Enfants (1733), rue Saint-Thomas du Louvre (1744), rue Saint-Honoré (1745), rue de Richelieu chez la Pouplinière (1746), і, нарешті, знову rue des Bons-Enfants (1752). Причина цих переїздів невідома.

Достаток прийшов до нього пізніше, з успіхом його опер і призначенням пенсії королем за кілька місяців до його смерті. Він був навіть посвячений у лицарі і став кавалером ордену святого Михайла (Ordre de Saint-Michel). Але не змінив способу життя, зберігаючи свій старий одяг, старі меблі у квартирі на вулиці rue des Bons-Enfants, де до своєї смерті разом з дружиною і сином займав десять кімнат, мав клавесин з однією клавіатурою у досить поганому стані, однак, пізніше серед його речей був знайдений гаманець, у якому знайшли 1691 луїдор.

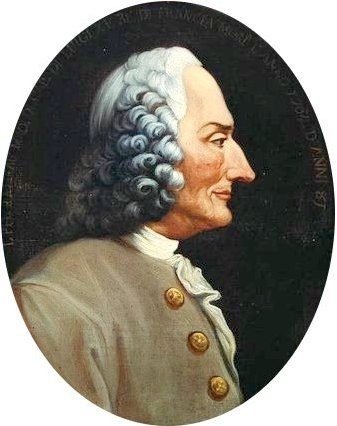
Рамо…

## Особисте життя
Був високим і дуже худим, з довгими ногами. Мав грубий голос. 1726 року Рамо одружився з 19-річною Марією-Луїзою Манґо (Marie-Louise Mangot), яка була родом з Ліону, непоганою співачкою та музиканткою. Пара мала четверо дітей і шлюб був щасливим. Наймолодша донька народилася 1744 року, коли Рамо було 61 рік.